# Górki (Mielec)
Pour les articles homonymes, voir Górki.
Górki est une localité polonaise de la gmina de Borowa, située dans le powiat de Mielec en voïvodie des Basses-Carpates.